# Tàskino
Tàskino (en rus: Таскино) és un poble del krai de Krasnoiarsk, a Rússia, que el 2017 tenia 696 habitants. Pertany al districte de Karatuzski.